# Лоди Векио
Лоди Векио (итал. Lodi Vecchio) је насеље у Италији у округу Лоди, региону Ломбардија.
Према процени из 2011. у насељу је живело 7170 становника. Насеље се налази на надморској висини од 78 м.

## Становништво
Према резултатима пописа становништва 2011. у општини је живело 7.356 становника.
| 1936. | 1951. | 1961. | 1971. | 1981. | 1991. | 2001. | 2011. |
| ----- | ----- | ----- | ----- | ----- | ----- | ----- | ----- |
| 3.620 | 4.095 | 4.111 | 5.029 | 5.731 | 6.141 | 6.959 | 7.356 |